# Lobsang Trashi
Lobsang Trashi (tib.: blo bzang bkra shis; * 18. Jahrhundert; † 23. Januar 1751 in Lhasa) war im Jahre 1750 der Anführer der ersten tibetischen Unruhen in Lhasa gegen die chinesische Vorherrschaft, bei denen neben den beiden Ambanen 51 chinesische Militärangehörige und 77 chinesische Zivilisten den Tod fanden. Er wurde im Januar 1751 mit zahlreichen seiner Anhänger von den Chinesen auf grausame Weise öffentlich hingerichtet.

## Vorgeschichte
Lobsang Trashi war der Haushofmeister (tib.: mgron gnyer) des tibetischen Herrschers Gyurme Namgyel, der Tibet von 1747 bis 1750 regierte. Über seine Herkunft ist nichts bekannt.
Als am 11. November 1750 Gyurme Namgyel von den chinesisch-mandschurischen Ambanen Fucin und Labdon ermordet wurde, gehörte Lobsang Trashi zu dem kleinen Gefolge des tibetischen Herrschers, das in einem Vorraum der Residenz der Ambane auf ihn wartete. Der Ermordung durch die Ambane, der ansonsten alle Begleiter Gyurme Namgyels zum Opfer fielen, entging er nur dadurch, dass er sich mit einem Sprung aus dem Fenster rettete.
Unmittelbar nach der Ermordung des tibetischen Herrschers schickten die beiden Ambane einen Boten zu dem Minister Gashi Pandita Gönpo Ngödrub Rabten (tib.: dga' bzhi pandita mgon po dngos grub rab brtan) mit der Aufforderung, die Regierungsgeschäfte provisorisch zu übernehmen und in Lhasa für Ruhe und Ordnung zu sorgen. Der konsternierte Minister suchte zunächst den 7. Dalai Lama auf, um sich beraten zu lassen. In dieser Zeit der Beratungen brach in Lhasa der Sturm eines Aufruhrs los.

## Aufruhr des Jahres 1750
Unmittelbar nach seiner Flucht aus der Residenz der Ambane verbreitete Lobsang Trashi die Nachricht von der Ermordung des tibetischen Herrschers in Lhasa.
In kurzer Zeit versammelten sich über eintausend aufgebrachte, bewaffnete Einwohnern der Stadt, die sich zur Residenz der Ambane in Bewegung setzten. Da sich in Lhasa keine regulären Truppen der tibetischen Armee aufhielten, war Gashi Pandita machtlos.
Der Dalai Lama sandte einige seiner Sekretäre zu der Ansammlung der Protestler, um sie zu beruhigen und von gewalttätigen Aktionen abzuhalten. Der in Lhasa anwesende Abt des Klosters Radeng, einer der höchsten Würdenträger der Gelug-pa-Schule, versuchte ebenfalls zu intervenieren und unternahm persönlich den Versuch, die Menge aufzuhalten. Seine Bemühungen verliefen ebenfalls fruchtlos.
Anschließend wurde die Residenz der Ambane belagert und in Brand gesteckt. Der mit mehreren Messerstichen verwundete Fucin tötete sich selbst, Labdon fiel im Kampf mit den Angreifern. 49 chinesische Soldaten und 2 Offiziere, die die Residenz verteidigten, fanden ebenfalls den Tod. Das nächste Ziel der Aufständischen war das Schatzamt der chinesischen Soldaten, in dem man 85.000 Taels erbeutete.
Danach richtete sich die Wut der Menge gegen die in Lhasa lebenden chinesischen Zivilisten, von denen 77 ums Leben kamen. Die übrigen konnte sich in den Potala-Palast retten, wo man ihnen, etwa 200 an der Zahl, Zuflucht und Hilfe gewährte.

## Ende des Aufruhrs
Der Aufruhr endete so plötzlich, wie er ausgebrochen war. Lobsang Trashi und seine Gefolgsleute fanden keinerlei Unterstützung von Seiten des tibetischen Adels und der Mitglieder der tibetischen Regierung. Beide Gruppen waren im Unterschied zum ermordeten Herrscher Gyurme Namgyel der Ansicht, dass eine Herausforderung der Großmacht Manju-China für die Tibeter nur in einer militärischen Katastrophe enden könne.
Der als geistliches Oberhaupt der Gelug-pa-Schule agierende Dalai Lama, der natürlich dieser Einschätzung ebenfalls folgte, hatte zudem das Wohlergehen der zahllosen Klöster seiner Schule in Osttibet und der Mongolei im Blick. Seine Sorge musste an erster Stelle seinen religiösen Einrichtungen gelten. Zudem waren die Kaiser der Manju-Dynastie große Förderer des tibetischen Buddhismus.
Zwei Tage nach dem Tod Gyurme Namgyels und der Ambane, am 13. November 1750, ernannte der 7. Dalai Lama den Minister Gashi Pandita zum vorläufigen Regenten. Er sollte die Regierungsgeschäfte bis zum Eintreffen endgültiger Verfügungen des chinesischen Kaisers führen. Gleichzeitig erließ er eine Proklamation, in der er allen Tibetern untersagte, Lobsang Trashi und seine Anhänger zu unterstützen.
Lobsang Trashi und seine Anhänger verließen fluchtartig die Stadt Lhasa. Sie flohen in der Absicht, sich mit dem erbeuteten Geld in die Dsungarei abzusetzen. Am 22. November 1750 hatte sich die Situation so beruhigt, dass die chinesischen Flüchtlinge in ihre Behausungen in Lhasa zurückkehren konnten. Einen Tag davor, am 21. November 1750, hatte der neueingesetzte Regent Gashi Pandita dem 7. Dalai Lama Bericht erstattet, dass man Lobsang Trashi und einen Teil seiner Anhänger hatte festnehmen können. Der größte Teil des erbeuteten Geldes wurde sichergestellt.

## Chinesische Reaktion auf die Unruhen in Lhasa
Nachdem sich die Lage in der Stadt Lhasa wieder beruhigt hatte, sandte der 7. Dalai Lama umgehend einen Express-Kurier zum chinesischen Kaiserhof, um den Kaiser über die Ereignisse in Lhasa zu unterrichten. Die Chinesen beschlossen daraufhin, eine Armee mit 3000 Mann nach Lhasa vorrücken zu lassen. Nachdem allerdings Nachrichten eintrafen, dass die Lage sich beruhigt habe und die Anführer der Revolte festgenommen worden seien, wurde die Zahl der unter Führung des manjurischen Generals Cereng zu entsendenden Soldaten auf 800 Mann reduziert.
Der erste Vertreter des chinesischen Kaisers, der Lhasa nach den Unruhen vom November 1750 mit einer kleinen persönlichen Eskorte erreichte, war Bande, der chinesische Repräsentant des Kokonor-Gebietes.
Nachdem Bande am 19. Januar 1751 eingetroffen war, verlangte er sofort die Auslieferung Lobsang Trashis und seiner festgenommenen 14 Anhänger. Nach einem kurzen, unter Anwendung von Folter durchgeführten Verhör ordnete Bande die Exekution der Aufrührer an. Eine Intervention des Dalai Lama, mit der mildere Strafen erreicht werden sollten, wurde ignoriert.
Luciano Petech hat das Ende Lobsang Trashis und seiner Anhänger wie folgt beschrieben:
"Am 23. Januar 1751 wurde Lhasa, ähnlich wie im Jahre 1728, erneut Zeuge eines weiteren Beispiels grausamer chinesischer Justiz. Lobsang Trashi und sechs weitere Anführer der Rebellion wurden durch die Methode der Zerstückelung hingerichtet. Weitere Personen wurden geköpft oder stranguliert. Die Köpfe der hingerichteten wurden auf Stangen aufgespießt und für die Öffentlichkeit zur Schau gestellt. Die restlichen Anführer wurden in die Verbannung geschickt und ihr Besitz konfisziert."